# (21676) Maureenanne
(21676) Maureenanne (1999 RB23) – planetoida z pasa głównego asteroid okrążająca Słońce w ciągu 5,12 lat w średniej odległości 2,97 j.a. Odkryta 7 września 1999 roku.